# Rogatka ozdobna
Rogatka ozdobna, żaba rogata (Ceratophrys ornata) – gatunek płaza bezogonowego z rodziny Ceratophryidae. Występuje w Argentynie, Urugwaju i skrajnie południowej Brazylii (stan Rio Grande do Sul). Dość łatwo adaptuje się do kontaktów z człowiekiem. W niektórych krajach znajduje się na liście zwierząt niebezpiecznych. Jej ugryzienie jest bolesne (porównywalne do ugryzienia toke), ale nie powoduje zagrożenia dla zdrowia człowieka. Osobniki znajdujące się w handlu na rynku polskim najczęściej pochodzą z „czystych” hodowli czeskich lub rosyjskich.
Żaby z rodzaju Ceratophrys nie są objęte konwencją CITES.

## Budowa
Długość ciała samic około 12,5 cm, samce są znacznie mniejsze. Ciało ma masywne, okrągłe pokrojem i wyglądem przypominające ropuchy. Głowa duża z szerokim pyskiem zaopatrzonym w silne szczęki z wyrostkami do utrzymywania złapanej zdobyczy zdolne pochwycić ofiarę wielkości samej żaby. Skóra brodawkowata na grzbiecie, po stronie brzucha gładka. Nad oczami widać różkowate wyrostki, od których żaba wzięła swą nazwę.
Cechy płciowe są dobrze widoczne u osobników w wieku 7–8 miesięcy i długości minimalnej 6–7 cm. Samce mają ciemniej zabarwione, bardziej „workowate” podgardle. Widoczne są u nich modzele (zgrubienia skóry) na palcach kończyn przednich mające w okresie aktywności ciemne zabarwienie. Do mniej pewnych cech płciowych zaliczyć można nieco szczuplejsze ciało, większe wyrostki nad oczami.

## Ubarwienie
Ubarwienie jest bardzo urozmaicone; podstawowe ubarwienie to odcienie zieleni i żółtego. Na tym tle ciemne czarne, ciemnobrązowe plamki i prążki o przebiegu podłużnym, u osobników z ciemniejszym ubarwieniem podstawowym plamy te otacza czarna obwódka. Między tymi większymi plamami obecne są drobniejsze czerwone. Istnieje duża zmienność ubarwienia tych żab. Znane są także osobniki albinotyczne (ta cecha jest dziedziczona autosomalnie i recesywnie).  
W USA są masowo „produkowane” hybrydy o różnorodnej kolorystyce między C. cornuta x C. cranwelli x C. ornata. Czasami trafiają one na polski rynek jako „czyste” gatunki. Ich żywotność i przeżywalność jest mocno ograniczona poprzez genetyczne manipulacje, a próby rozmnożenia zazwyczaj kończą się fiaskiem.

## Siedlisko i zachowanie
Zamieszkuje tereny leśne, pampę, gdzie występują duże wahania poziomu wód powierzchniowych. Prowadzi skryty tryb życia (zwłaszcza w porze suchej). Zagrzebana w podłożu, schowana w naturalnych zakamarkach podłoża wyczekuje ofiary, a gdy ta się zbliży, żaba szybko ją łapie i konsumuje, pozostając na miejscu. W sezonie godowym nieco aktywniejsza i wtedy wędruje do małych okolicznych zbiorników wodnych na gody, po których ponownie ukrywa się w ziemi.